# Plaza de toros de Mérida
La plaza de Toros del Cerro de San Albín de Mérida o plaza de toros de Mérida es un coso taurino situado en la ciudad española de Mérida, en Extremadura.

## Antecedentes
Mérida ha contado con una dilatada tradición taurina, ligada primeramente a capeas organizadas por cofradías, tales como la organizada en 1460 por la cofradía de San Gregorio Ostiense, patrón protector contra las plagas de langosta.
En los siglos XVI y XVII va a ser la propia plaza mayor de la localidad el escenario de espectáculos de cañas, mascaradas, fuegos de artificio y corridas de toros a caballo. Y, aunque sigan celebrándose festejos en la plaza mayor hasta 1789, las caveas superiores del Teatro Romano, conocidas popularmente como «Las Siete Sillas», unidas a un cerramiento de mampuesto, pasaron a ser, al menos desde 1777, escenario de novilladas y otros festejos taurinos.
Consta la existencia efímera de una plaza de toros de madera en 1883, ubicada cerca de la puerta de San Salvador, concretamente en el conocido como Corralón de los Pacheco. Pero no es hasta 1902 cuando, al rebufo del esplendor industrial y comercial que el ferrocarril, estaba aportando a la ciudad, una parte de la sociedad emeritense, a imitación de lo que estaba sucediendo en buena parte de las capitales españolas, quiso construir un coso taurino de fábrica de los denominados «monumentales». Se ubicó fuera de la ciudad, concretamente en la coronación del Cerro de San Albín, la cota más elevada de la ciudad hacia el sur. De tal manera que el edificio se convertiría en el más significativo hito visual de la urbe, aparte de iniciar el crecimiento de la ciudad a su alrededor (zona conocida como «Ensanche»).

## Historia
El 30 de diciembre de ese mismo año de 1902, se constituyó la Sociedad Taurina Extremeña, cediendo los terrenos, entonces arrendados para sembrar cebada, don Fidel Macías. Se inician los trabajos tomando mediciones de la plaza de Peñarroya (Córdoba) y la Plaza Vieja de Badajoz (hoy desaparecida), para evaluar costes del proyecto. Paralelamente se explanan los terrenos apareciendo un depósito de excepcionales esculturas romanas ligadas, muy probablemente, a un edificio de culto mitraico. Estas esculturas (entre otras, representaciones de Aion Cronos, Mercurio o el propio río Anas) fueron recuperadas por José Ramón Mélida e ingresadas en el entonces Museo Arqueológico de Mérida, constituyendo uno de los conjuntos más destacados de los talleres de marmorarii y sculptoresemeritenses.
Las obras de la plaza se paralizan en 1903, cuando estaba casi rematada la primera planta del edificio. No será hasta 1912 cuando una renovada Sociedad Taurina Extremeña, S.A., presidida por don Juan Macías Rodríguez, y de la que fueron accionistas un gran número de emeritenses, reinicia la obra que será rematada en 1914, teniendo lugar el festejo inaugural el 5 de julio de ese mismo año.
Este impulso final vino motivado, en buena medida, por tres razones: tener a la cabeza de la municipalidad a don Pedro María Plano, uno de los mejores alcaldes de la ciudad en su historia; haberse concluido las excavaciones de algunos edificios de época romana, especialmente el Teatro y el Anfiteatro, y ser la década que media entre 1910 y 1920 un momento álgido de la Fiesta, conocido como Edad de Oro del Toreo (fruto de la pugna entre dos toreros singulares, Joselito y Belmonte). Los emeritenses no querían perder la oportunidad de convertirse en anfitriones de estos dos colosos del toreo, si bien el cartel de la corrida inaugural estuvo compuesto por Tomás Alarcón «Mazzantinito», el magistral torero azteca Rodolfo Gaona y Franciso Posada, un torero de efímera existencia pero que se significó por su valentía y acierto con la espada. En la reseña de su inauguración en la revista taurina Sol y Sombra, firmada por M. Asins, describe la plaza como «capaz para 12.000 almas, está dotada de corrales, cuadras, hermosos chiqueros, una preciosa capilla y una enfermería montada con arreglo a los últimos adelantos de la cirugía».
La plaza fue clasificada desde su inauguración de segunda categoría, rango que ostentaban entonces los cosos de Algeciras, Aranjuez, Cartagena, Gijón, Jerez de la Frontera, Linares y El Puerto de Santa María. Este detalle viene a destacar la importancia dada a esta plaza por la que han pasado las más importantes figuras del toreo de a pie o a caballo y, cómo no, los mejores hierros de la ganadería brava nacional.
Para el diseño de la plaza, la Taurina Extremeña buscó un profesional de prestigio, el arquitecto municipal de Badajoz (también lo fue provincial por algunos años) Ventura Vaca, cuya obra se inserta en las corrientes propias de la época, desde el modernismo hasta el eclecticismo (es obra suya el edificio de las Tres Campanas de Badajoz, que podríamos definir de estilo Francés Segundo Imperio; no obstante, en su interior desarrolla una notable arquitectura de hierro). Vaca, aunque en lo formal se mantenga acorde a la tradición, será en los detalles decorativos donde experimente novedades de un modernismo que llega a Extremadura de forma tardía.
Toda la provincia está tachonada por edificios diseñados por él. De entre sus obras, cabe destacar la remodelación del Palacio de la Diputación Provincial, en colaboración con su colega Tomás Brioso; la construcción del Casino de Badajoz, junto a otro aventajado arquitecto local, Morales Hernández; el pedestal de la escultura en honor a Moreno Nieto, también en Badajoz; la casa del Marqués de Solanda de Zafra; el Mercado de Abastos de Calatrava y el Grupo Escolar Trajano de Mérida; el Palacio de Justicia, la Cárcel y la Casa Hospital de la Caridad de Almendralejo, y la casa de Doña Mariana en Llerena (hoy habilitada como Hospedería).
Durante la guerra civil española, ante la imposibilidad del Cuartel de Artillería para albergar la gran afluencia de prisioneros republicanos, en enero de 1939 se habilita el coso taurino como parte del campo de concentración franquista ubicado en la localidad, que en total llegará a albergar a 9.000 internados. Se cerrará definitivamente como tal en octubre de ese mismo año, ya terminada la guerra.

## Descripción del monumento
La plaza de toros de Mérida responde al modelo monumental, con fachada en la que dominan las masas de pilastras de sustentación, los vanos de las puertas y ventanas en arcos de medio punto de la primera planta y los arcos tripartitos de los dos cuerpos superiores, que pretenden ajimeces y alfices. Los tonos almagra y albero y el encalado en blanco, que siempre ha lucido la fachada, recrea el modelo cromático de las dovelas de edificios califales. Por supuesto, destaca la portada principal tripartita (coincidente en el interior con la presidencia), que mira a la avenida en la que se prolonga la calle Oviedo (antigua carretera de Don Álvaro), uno de los accesos principales a la ciudad. Presenta ventanales semicirculares y adintelados, y está rematada por merlones y almenas.
Todo el conjunto externo responde a referencias estéticas del mundo árabe (neomudejarismo o alhambrismo), expresión hispana de un romanticismo vernáculo que Ventura Vaca adopta en esta obra, renunciando a los cánones clasicistas de la ilustración. Tiene su modelo último en la desaparecida plaza de la Carretera de Aragón (1874), obra de Emilio Rodríguez Ayuso y Lorenzo Álvarez. No obstante, es muy semejante tipológicamente a las plazas del Puerto de Santa María, de Jerez de la Frontera y, sobre todo, al coso de la Malagueta, en Málaga.
En lo estructural, la plaza es exenta y circular, siendo todos sus muros de carga de fábrica, mientras que sus localidades están hechas en obra fija de mampostería y ladrillo; si bien, estas fueron originalmente de madera hasta 1941. Los muros de corrales y patio de cuadrillas son de fábrica y tapial, en tanto que arcos y solería son de ladrillo macizo.
La plaza consta en el exterior de tres pisos, como ya se dijo, que se corresponden en el interior con el tendido y dos gradas cubiertas. La grada superior está reforzada por columnas de fundición. La cubierta superior de esta grada queda hoy deformada al perder sus originales soportes de forja y la techumbre en una desafortunada reforma llevada a cabo en 1962/1963, lo que le da al interior un falso aspecto de obra inacabada.